# Edge (football américain)
Le « edge rusher »  ou « joueur de ligne » au Canada, aussi appelé « edge defender » ou simplement « edge », est un poste au football américain utilisé comme alternative pour désigner un « defensive end » ou un « outside linebacker » dont le rôle principal consiste à défendre contre la course. 
Ce poste est parfois considéré comme un poste à part entière.

## Rôle
Les joueurs considérés comme des edge rushers sont généralement des defensive ends ou des outside linebackers utilisés lors d'une formation 3-4.
Il est à noter que les outside linebackers en formation 3-4 agissent souvent comme une extension de la ligne défensive, car ils attaquent les offensives tackles ou bloquent les tight ends adverses lors de la majorité de leurs snaps, dans le cadre d'une majorité de schémas 3-4. Il n'est cependant pas rare de les voir reculer et jouer un rôle plus traditionnel de linebacker de formation 4-3.
L'une des raisons pour lesquelles le terme « edge » est utilisé dans l'expression « edge rusher » est que ce terme désigne souvent la zone située à l'extérieur des offensifs tackles, mais à quelques mètres de la ligne de mêlée. En revanche, les autres postes sont rarement qualifiés de « edge rushers », à l'exception des defensive ends en formation 4-3 et des outside linebackers  en formation 3-4 .

Defensive ends ("DE") dans une formation défensive 4–3.
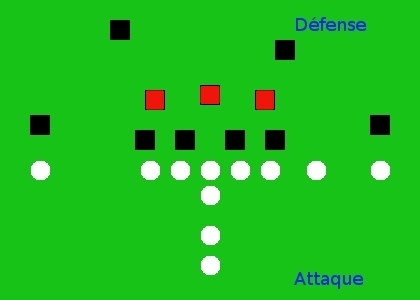
Les outside linebackers dans une formation défensive 3-4 (les carrés rouges de part et d'autre du carré rouge central).